# Meñli I Giray

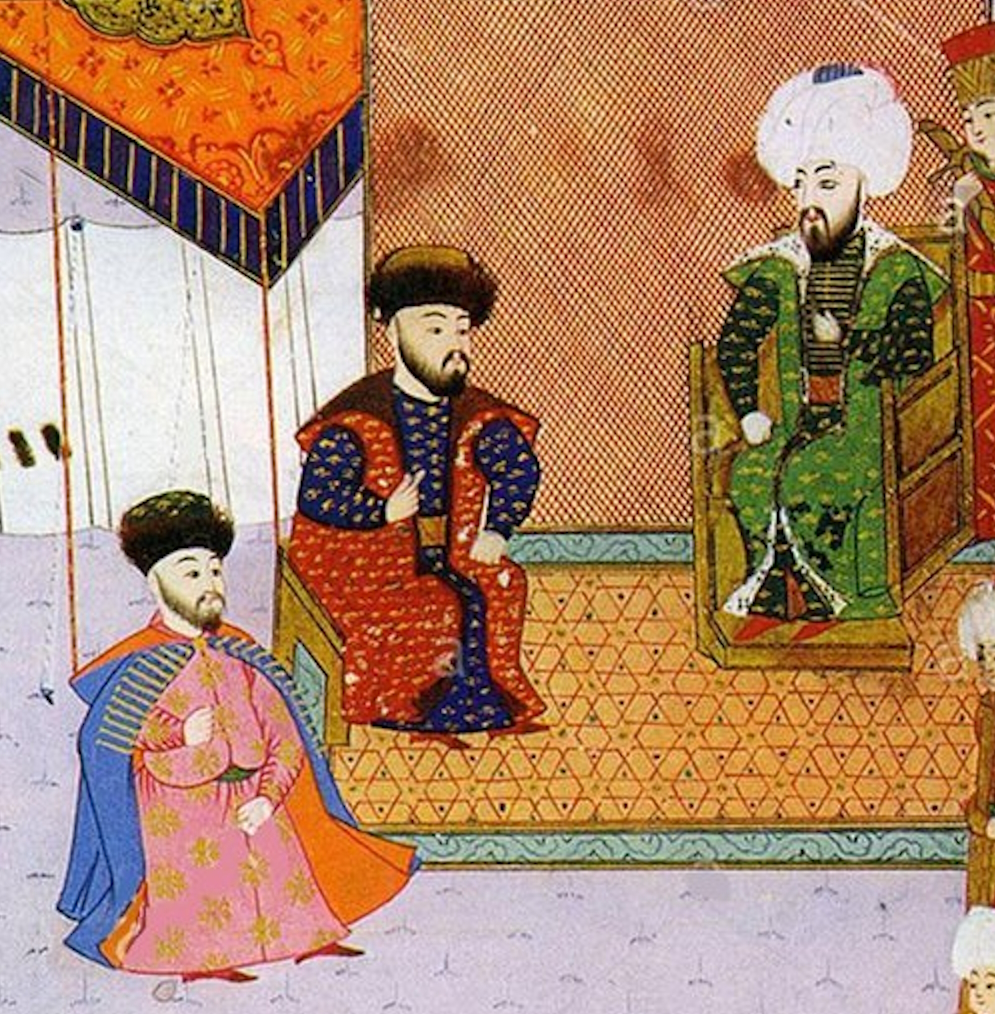
Meñli I Giray (midden) met zijn oudste zoon, de latere khan Mehmed I Giray (links) en de Turkse sultan Bayezid II (rechts)

Meñli I Giray (1445 - 1515), ook gespeld als Mengli I Giray, was als zesde zoon van Haci I Giray khan uit het kanaat van de Krim in 1466, 1469-1475 en 1478-1515.
In 1466 kwam Meñli I Giray gedurende enkele maanden aan de macht, maar werd al snel opgevolgd door zijn broer Nur Devlet. In januari 1469 besteeg hij opnieuw de troon om zijn heerschappij in maart 1475 weer te verliezen ten gevolge van een opstand van zijn broers in samenwerking met de adel. Hij werd in datzelfde jaar in de plaats Caffa door de Ottomanen gevangengenomen en aan Istanboel uitgeleverd. Daar werd hij gedwongen het Ottomaanse gezag over de Krim te erkennen, waarop hij in 1478 terugkeerde als leider. Meñli I Giray liet onder andere het fort Özü bouwen.